# 哈爾·卓普
哈爾·卓普（英語：Hal Draper，1914年9月19日—1990年1月26日），出生時名为哈罗德·杜宾斯基（Harold Dubinsky），美国社会主义活动家和作家，在加州伯克利言论自由运动中扮演了重要角色。他因对卡尔·马克思思想的学术研究而闻名。
哈爾·卓普一生都在倡导他所稱的“下层社会主义”，反对资本主义和斯大林主义，他认为後两者都是从上而下实行统治的。他是「第三阵营」的创造者之一。

## 生平
1914年出生于纽约布鲁克林，家人是犹太人，从乌克兰（当时还是俄罗斯帝国的一部分）移民到美国。他的父亲塞缪尔·杜宾斯基（Samuel Dubinsky）是一家衬衫厂的经理，母亲安妮·科恩布拉特·杜宾斯基经营一家糖果店，以维持丈夫去世后的收支平衡。夫妻俩共有四个孩子。
当哈尔18岁的时候，他的母亲坚持把家族的名字改成更像美国人的“卓普”，以保护儿童在踏入职业生涯时不受反犹太主义的影响。哈尔毕业于男子高中，1934年在布鲁克林学院获得学士学位。
哈尔在少年时代加入了Young People's Socialist League（YPSL，当时是美国社会党的青年附属机构），并成为当时反法西斯主义、战争及失业的全国学生运动的领袖。
哈尔的政治选择与兄弟西奥多·卓普的政治选择对比十分鲜明，后者在1930年代是共产党的同情者，但后来对共产主义感到失望，成为了一位杰出的历史学家。他们的妹妹多罗西·卓普同美国税法的创始人之一雅各布·拉金（Jacob Rabkin，1905年-2003年）结婚。
1936年至1937年期间，哈尔·卓普成为了YPSL“Appeal Tendency”的重要领导人。1937年9月的大会上，他被选为该组织的国务秘书，放弃斯大林主义的第三国际，转而支持托洛茨基第四国际。大多数青年党支持这一立场，后于当年秋天离开或被社会党开除。德雷珀参与了1937年到1938年社会主义工人党的成立。
在新成立的社会党内部爆发争论之际，卓普与反对该党内部制度的人结盟，并对约瑟夫·斯大林领导下的苏联进行分析。他认为这是一种新形式的社会，既非社会主义，也非资本主义；在这种社会中，一个国家官僚机构拥有社会和国家权力。1940年，由马克斯·沙赫特曼、詹姆斯·伯纳姆和马丁·阿伯恩领导的派系从主权党中分裂出来，组成了工人党。卓普也是新组织的创立者之一。战争期间，他和他的妻子安妮·德雷珀（原名安妮·克拉西克）生活在洛杉矶，并在此积极参与反法西斯以及反种族主义运动。20世纪40年代中期回到纽约后，卓普成为了工人党的主要作家、工作人员，常撰写并编辑该组织的论文《劳工行动》。
1948年，工人党开始相信革命的前景渐趋暗淡，必须采取更加现实的战略。因此，它改名为独立社会主义联盟，承认其规模和能力不足以称为“党”。由于会员人数不断减少（但其青年工作十分活跃），沙特曼及其他ISL领导层决定与美国社会党（1958年成立）联合。虽然卓普本人反对这一决定，但还是向大多数人提出了申请，但他对该组织的右倾倾向表示遗憾。1962年，当时正在加州大学伯克利分校做兼职的卓普与社会党决裂，组建了一个社会主义独立俱乐部（ISC），主要由青年组成。1960年，卓普获得伯克利大学的硕士学位。
1964年，卓普在伯克利参与了言论自由运动，该运动是当时新左派的前身之一。他是领袖马里奥·萨维奥的导师。 在卓普的《Berkeley: The New Student Revolt》（1965年著）的序言中，萨维承认卓普的鼓励和友谊，并援引了后者《克拉克·克尔的思想》（1964年10月）。
1968年，ISC扩张至全美国。三年后，德雷珀离开了该组织，称该组织已经成为一个教派。他遂成为了一个独立的激进学者，创作了一系列有关马克思主义和工人运动的学术著作。
1990年1月26日，哈爾·卓普因肺炎在加州伯克利的家中逝世。

## 遗著
卓普的巨著《卡尔·马克思的革命理论》是对马克思和恩格斯著作的详尽调查，对马恩整个政治理论进行了开创性的重新评价。他的小册子《社会主义的两个灵魂》则介绍了他们的政治观点。卓普也编辑了一部马克思恩格斯百科全书（共三卷），详细介绍了现代社会主义两个创始人的日常活动和著作。
除了公开的政治著作外，卓普还在1961年写了一篇讽刺信息时代的短篇小说《MS Fnd in a Lbry》。
1982年，德雷珀出版了19世纪德国诗人海涅的全部诗歌作品的英文译本。

## 协会成员
他曾参加过以下组织：
- Young People's Socialist League（英语：Young People's Socialist League）
- 社會主義工人黨
- Workers Party（英语：Workers Party (United States)）
- Independent Socialist League（英语：Independent Socialist League）
- 美国社会党
- 言论自由运动
- Independent Socialist Club/International Socialists（英语：International Socialists (US)）

他也是杂志《New Politics》编辑委员会的成员。